# Commission de la démocratie locale et du tracé des limites pour le pays de Galles
La Commission de la démocratie locale et du tracé des limites pour le pays de Galles (« Local Democracy and Boundary Commission for Wales » en anglais, abrégée en LDBCW, et « Comisiwn Ffiniau a Democratiaeth Leol Cymru » en gallois, abrégée en CFDLC) est un organisme parrainé par le Gouvernement gallois chargé de définir les frontières électorales et territoriales au pays de Galles.
Érigée en 1974 dans le cadre du Local Government Act 1972 sous le nom de Commission du tracé des limites de gouvernement local pour le pays de Galles (« Local Government Boundary Commission for Wales » en anglais et « Comisiwn Ffiniau Llywodraeth Leol i Gymru » en gallois), cette institution se compose de quatre membres, appelés commissaires (Commissioners en anglais et Comisiynwyr en gallois). Depuis le 1er février 2022, elle est présidée par Beverley Smith.

## Organisation

### Présidence
Présidence de la commission :
- Ronald Waterhouse (1974-1978).
- Michael Gibbon (1978-1979).
- Elisabeth Crawshay (1979-1994).
- Eric Sunderland (1994-2001).
- Susan G. Smith (2001-2008).
- Paul Wood (2009-2011).
- Max Caller (2011-2012).
- Owen Watkin (2012-2019).
- Debra Evans-Williams (2020-2022).
- Beverley Smith (depuis 2022[f]).

### Direction générale
Shereen Williams (depuis 2019).

## Identité visuelle

Logotype (avant 2013).
Logotype (depuis 2013).